# 존 릭 맥아더
존 릭 맥아더(영어: John R. MacArthur)는 미국의 언론인으로 하퍼스 매거진의 회장이자 발행인이다.

## 생애
존 로더릭 맥아더와 프랑스 출신 어머니 크리스티안 앙탕다르(Christiane L'Entendart)의 사이에서 뉴욕시에서 태어났다.
아버지와 그의 가문의 재단인 맥아더 재단을 설득하여 경영에 위험이 생긴 하퍼스 매거진을 인수하고 하퍼스 매거진 재단을 설립하였다. 이후 회장이자 발행인으로 활동중이다.